# Sofie De Saedelaere
Sofie De Saedelaere, née le 28 août 1989, est une judokate belge qui évolue dans la catégorie des moins de 78 kg (mi-lourds).
Elle est membre du Judo Club Kumiuchi de Berlare dans la province de Flandre-Orientale.

## Palmarès
Sofie De Saedelaere a fait plusieurs podiums dans des grands tournois internationaux.
- Médaille de bronze au Tournoi World Cup de Casablanca 2014.
- Médaille de bronze au Tournoi World Cup de Rome 2014.
- Médaille de bronze au Tournoi World Cup de Santiago 2015.
- Médaille de bronze au Tournoi World Cup de Montevideo 2015.

Elle a remporté trois fois le championnat de Belgique.
|                  |        | 2007 | 2008 | 2009 | 2010 | 2011 | 2012 | 2013 | 2014 | 2015 |
| ---------------- | ------ | ---- | ---- | ---- | ---- | ---- | ---- | ---- | ---- | ---- |
| Chpts d'Europe   | -78 kg | -    | -    | -    | -    | -    | -    | -    | 9e   | 9e   |
| Chpt de Belgique | -70 kg | 2e   | -    |      |      |      |      |      |      |      |
| Chpt de Belgique | -78 kg |      |      | 3e   | -    | 1re  | 1re  | 1re  | -    | -    |